# ペーター・デュットマン
ペーター・デュットマン(ドイツ語: Peter "Bonifazius" Düttmann、1923年5月23日 - 2001年1月9日)は、ドイツの軍人。最終階級は空軍少尉。第二次世界大戦では、独ソ戦において戦闘機メッサーシュミット Bf109を操り、総出撃回数398回、総撃墜数152機を記録したエース・パイロットとして知られる。その戦功により騎士鉄十字章を受章した。

## 経歴
第二次世界大戦中、デュットマンはドイツ空軍東部予備戦闘飛行隊に所属した後、1943年5月7日に第52戦闘航空団(JG52)へ配属された。彼は終戦までJG52に務め、ハインツ・エヴァルトやハインツ・ザクセンベルクなどと編隊を組んでいる。1943年5月21日に初の戦果を上げた彼は、その年の終わりまでにさらに24機撃墜を記録した。7月11日、アメリカの攻撃機A-20の編隊と遭遇し、被弾。不時着水を余儀なくされた。さらに約1か月後の8月9日には胴体着陸を行っており、17時間ほど行方不明となった。そして約2週間後の8月23日、今度はソ連軍の高射砲に砲撃され、搭乗機体が発火。このときも胴体着陸を行っている。
デュットマンはさらに記録を伸ばし、1944年5月7日には総撃墜数が91機に達した。その後、戦闘疲労により5月末から9月まで休養した。復帰後の9月24日に総撃墜数100機を記録している。11月13日、彼はソ連の攻撃機Il-2に上空約300メートルで撃墜されるが、生還を果たした。12月23日にJG52第5中隊中隊長に就任。終戦直前の1945年4月26日、大戦最後の撃墜を記録した。
最終的に総出撃数398回、総撃墜数152機を記録し、他にM4シャーマン戦車を2両撃破している。大戦を通じて、被撃墜や不時着が17回あったが全てにおいて無傷で生還している。
デュットマンは騎士鉄十字章を受章しているが、大戦末期にはその一つ上のクラスである柏葉付騎士鉄十字章受章の推薦をされていた。

## 叙勲
- 鉄十字章
  - 二級鉄十字勲章1939年章 (1943年8月6日)
  - 一級鉄十字勲章1939年章 (1943年8月25日)
- 空軍前線飛行章
  - 黄金空軍前線飛行章 (1943年8月17日)
- 空軍名誉杯 (1944年2月8日)[1]
- ドイツ十字章
  - ドイツ十字章金章 (1944年4月15日)[2]
- 騎士鉄十字章
  - 騎士鉄十字章 (1944年6月9日)[3][4]